# بحر ياتسوشيرو

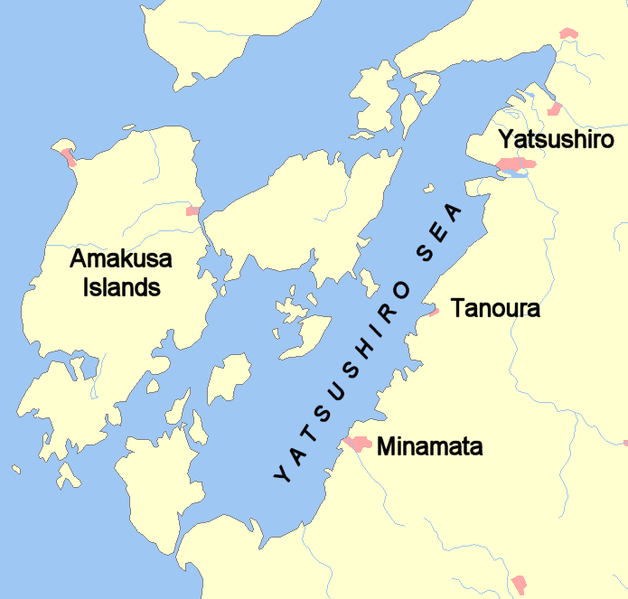
البحر ومايحيطه

بحر ياتسوشيرو (باليابانية: 八代海) ويسمى أيضاً ببحر شيرانوي (باليابانية: 不知火海
) هو بحر ضحل شبه مُغلق يفصل جزيرة كيوشو عن جزيرة أماكوسا. ويقع أغلبه  ضمن محافظة كوماموتو، ويحد البحر من الجهة الجنوبية محافظة كاغوشيما  في الجزء السفلي. وفي الشمال يحده بحر أرياك، وفي الجنوب بحر الصين الشرقي. وتقع على البحر مدينتي ياتسوشيرو و ميناماتا.

## حادثة تلوث الزئبق
تلوث البحر كثيراً بالزئبق خلال خمسينيات وستينيات القرن العشرين من قبل مصنع شيسو للكيميائيات في ميناماتا. وهذا العنصر الكيميائي السام تراكم في الأسماك والمحاريات المتواجدة في بحر ياتسوشيرو، وعندما تناولها السكان المحليون نشط داء ميناماتا. وكان التلوث مسؤول عن آلاف الوفيات والإعاقات للساكنين المقيمين حول البحر.  وقد تضرر النظام البيئي أيضاً بشدة.